# Закони о Унији из 1707.
Закони о Унији (енгл. Acts of Union 1707) била су два Закона Парламента: Закон о Унији са Шкотском 1706 који је прошао у Парламенту Енглеске, и Закон о унији са Енглеском, који је прошао 1707 у Парламенту Шкотске. Они су ставили на снагу услове Уговора о Унији који је договорен 22. јула 1706, који је пратио преговоре између повереника који су представљали парламенте двеју земаља. Закони су ујединили Краљевину Енглеску и Краљевину Шкотску (претходно одвојенае државе са одвојеним законодавним телима, али са истим монархом) у јединствено, уједињено краљевство које се звало „Велика Британија“.
Две земље су делиле истог монарха од Уније круна 1603, када је краљ Џејмс VI наследио енглески престо од свог двоструког првог рођака, краљице Елизабете I. Иако је описана као Унија круна, до 1707 оне су, у ствари, биле две одвојене круне које су стајале на истој глави (насупрот предложеном стварању једне круне и једног Краљевства, у примеру каснијег Краљевства Велике Британије). Била су три покушаја 1606, 1667 и 1689 да се уједине две земље Актима Парламента, али то се није десило до почетка 18-ог века када су обе политичке власти дошле да подрже идеју, иако из различитих разлога.
Закони су ступили на снагу 1. маја 1707. На овај датум, Шкотски Парламент и Енглески Парламент ујединили су се да формирају Парламент Велике Британије, смештен у Палати у Вестминстеру у Лондону, дому Енглеског Парламента. Дакле, Закони су се називали Уније Парламената. За Унији, историчар Сајмон Шама је рекао: „Оно што је почело као непријатељско спајање, завршило би се у пуном партнерству најмоћнијег интереса у свету ... то је било једно од најзадивљујућих трансформација у европској историји“.